# Harsberg (Pfedelbach)
Das Dorf Harsberg ist seit 1971 ein Ortsteil der Gemeinde Pfedelbach im Hohenlohekreis in Baden-Württemberg.

## Geografische Lage
Harsberg liegt im Ohrntal, drei Kilometer südöstlich von Pfedelbach an der Landesstraße 1049. Zur Ortschaft Harsberg gehören die Teilorte Altrenzen, Baierbach, Beingasse, Braunenberg, Eichhornshof, Gänsberg, Griet, Harsberg selbst, Hasenberg, Herbenberg, Heuholz, Oberhöfen, Renzen, Rohrmühle, Schmidshof, Strohberg, Unterhöfen und Vorderespig.

## Geschichte
Vermutlich wurde das Ohrntal im 13. Jahrhundert durch Rodung erschlossen. Harsberg wurde im Jahr 1329 erstmals erwähnt. 1553 kam es mit allen Wohnplätzen als Amt Ohrntal an Hohenlohe-Waldenburg. Nach der Angliederung an das Königreich Württemberg im Jahr 1806 gehörte Harsberg zum kurzlebigen Oberamt Neuenstein, 1809 zum Oberamt Öhringen und späteren Landkreis Öhringen. 1828 wurde Harsberg von Untersteinbach getrennt und zur selbstständigen Gemeinde erhoben, der auch Baierbach (bisher bei Pfedelbach) zugeteilt wurde. Harsberg wurde am 1. Dezember 1971 in die Gemeinde Pfedelbach eingegliedert. 1980 wurde die Schule in Oberhöfen geschlossen. Heute sind im Schulhaus Vereinsräume und eine Wohnung untergebracht.
Weinbau, Obst- und Sonderkulturen prägen Landschaft und Wirtschaft des Ohrntals.

## Wappen

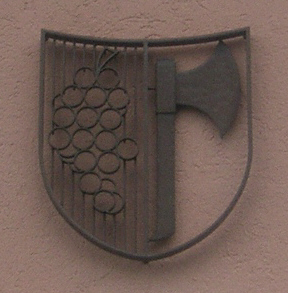
Das ehemalige Harsberger Wappen am Feuerwehrhaus in Oberhöfen

Das Harsberger Wappen gibt es seit 1956. Im Protokoll der Gemeinderatssitzung vom 3. Mai 1955 heißt es: „Die Gemeinde muss ein neues Standesamtsiegel beschaffen, das das Wappen der Gemeinde enthalten soll.“ Drei Vorschläge für ein Ortswappen kamen von der Archivdirektion Stuttgart und eine Skizze von Archivrat Karl Schumm aus Neuenstein. Der Gemeinderat entschied sich schließlich für einen Vorschlag aus der Landeshauptstadt. Dieser wurde sauber ausgearbeitet und dann zur Verleihung vorgelegt. Die Beschreibung des Wappens lautet so: Gespalten, vorne in Rot eine silberne Weintraube, hinten in Silber ein nach links gekehrtes rotes Streitbeil. Am 15. Februar 1956 wurde das Wappen offiziell übergeben.

## Ortschaftsrat
Die Ortschaft Harsberg verfügt über einen Ortschaftsrat mit neun Mitgliedern. Laut Hauptsatzung der Gemeinde Pfedelbach entfallen auf die Wohnbezirke Baierbach und Renzen je zwei Sitze, auf Harsberg, Heuholz, Oberhöfen, Unterhöfen und Griet mit Vorderespig und Hinterespig je ein Sitz. Seit der Kommunalwahl 2009 steht kein Mitglied des Ortschaftsrates aus dem Wohnbezirk Heuholz mehr zur Verfügung. Somit hat der Ortschaftsrat zurzeit nur noch acht Mitglieder. Ortsvorsteher ist seit dem 28. Juli 2009 Gerhard Sinn.

## Kultur und Sehenswürdigkeiten
Mitten durch das Anbaugebiet „Dachsteiger“ oberhalb der Weingärtnergenossenschaft Heuholz führt der Weinlehrpfad. Mit 36 Hinweistafeln und auf den Asphalt gemalten Weintrauben weist er Ihnen den Weg durch die Weinberge. Der Wein als „eine Hochzeit von Himmel und Erde“: Diese Verbindung bringen Ihnen anschauliche Erläuterungen auf etwa drei Kilometern befestigtem Rundweg näher. Auf halber Strecke des Weinlehrpfades befindet sich in 315 Metern Höhe auf dem Ranzenberg eine Aussichtsplattform. Der Blick über die Hohenloher Ebene reicht bei guter Fernsicht sogar bis zum Katzenbuckel im Odenwald. Eine mit Weinreben berankte Pergola aus heimischem Lärchenholz und die von einer Trockenmauer begrenzte Sitzgruppe laden zum Verweilen ein. Ein Landschaftsrelief erklärt die Aussicht. Oberhalb der Weinberge befindet sich der Philosophenweg.

## Bauwerke und Bodendenkmale
- Der Obergermanisch-Raetische Limes, eine von den Römern um 160 n. Chr. errichtete und im Jahr 2005 zum UNESCO-Welterbe erklärte Grenzbefestigung, quert die Markung westlich des Weilers Harsberg in nord-südlicher Richtung. Nach Darstellung der Reichs-Limeskommission befanden sich im Verlauf dieses Streckenabschnitts sieben Wachtürme (Wp 9/42 bis 9/48), deren Lage heute zum Teil noch an leichten Geländeerhebungen erkennbar ist.
- Fürstlich-Hohenlohische Herrschaftskelter. Das Bauwerk ist eine der ältesten und bedeutendsten noch erhaltenen Herrschaftskeltern in Nordwürttemberg. Es wurde in seiner ursprünglichen Form (stützenloser Innenraum mit Hängewerk) im Jahre 1740 als gemeinschaftliche Kelter der Fürstenhäuser Hohenlohe-Waldenburg und Hohenlohe-Öhringen errichtet. Im Jahre 1842 wurde das barocke Gebäude mit einer Erweiterung versehen. Dieser nördliche Anbau wurde im Rahmen der Sanierung abgebrochen, um den ursprünglichen Zustand wiederherzustellen. Umfangreiche Bauakten und Handwerkerrechnungen sind im Hohenloher Zentralarchiv im Schloss Neuenstein erhalten und erschließen die Baugeschichte der Kelter. Die stützenfreie Dachkonstruktion über einer Grundfläche von 15 × 18 m war eine zimmermannstechnische Meisterleistung. Die Kelter ist heute im Eigentum von Herrmann Schluchter und wurde 1990 mit Zuschüssen des Landesdenkmalamtes, der Denkmalstiftung Baden-Württemberg, des Hohenlohekreises und der Gemeinde Pfedelbach saniert.[4]
- Ortsgefängnis und Brennerei. Das Kleingebäude aus der ersten Hälfte des 19. Jahrhunderts ist ein haustypologisches Kulturdenkmal von hohem Seltenheitswert. Die Arrestzelle im Obergeschoss und die Schnapsbrennerei im Keller wurden über 100 Jahre genutzt. Im Jahre 2001 wurde das Gebäude restauriert.
- 1895 wurde das Schulhaus in Oberhöfen eingeweiht.

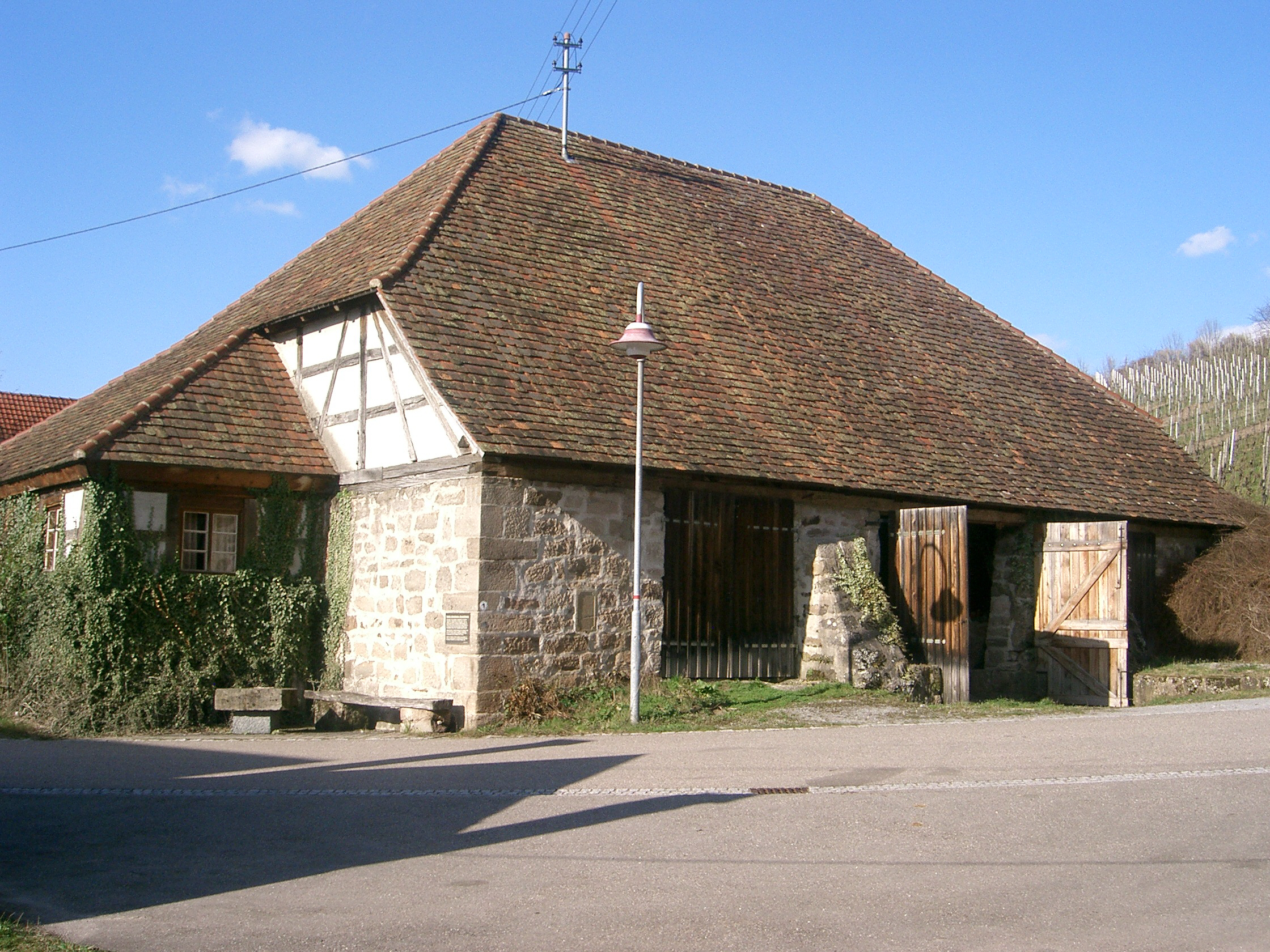
Die Herrschaftskelter in Heuholz
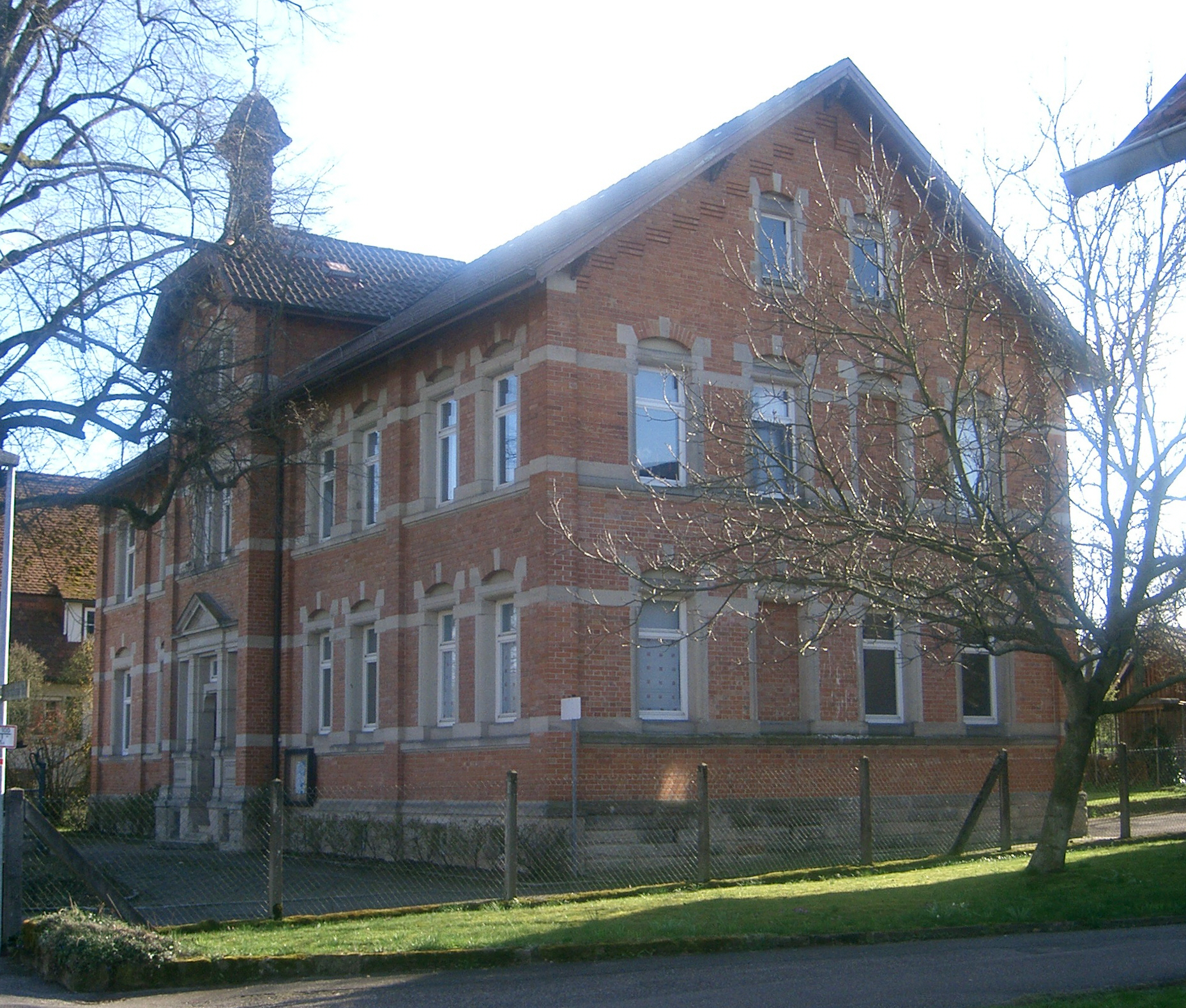
Das ehemalige Schulhaus in Oberhöfen
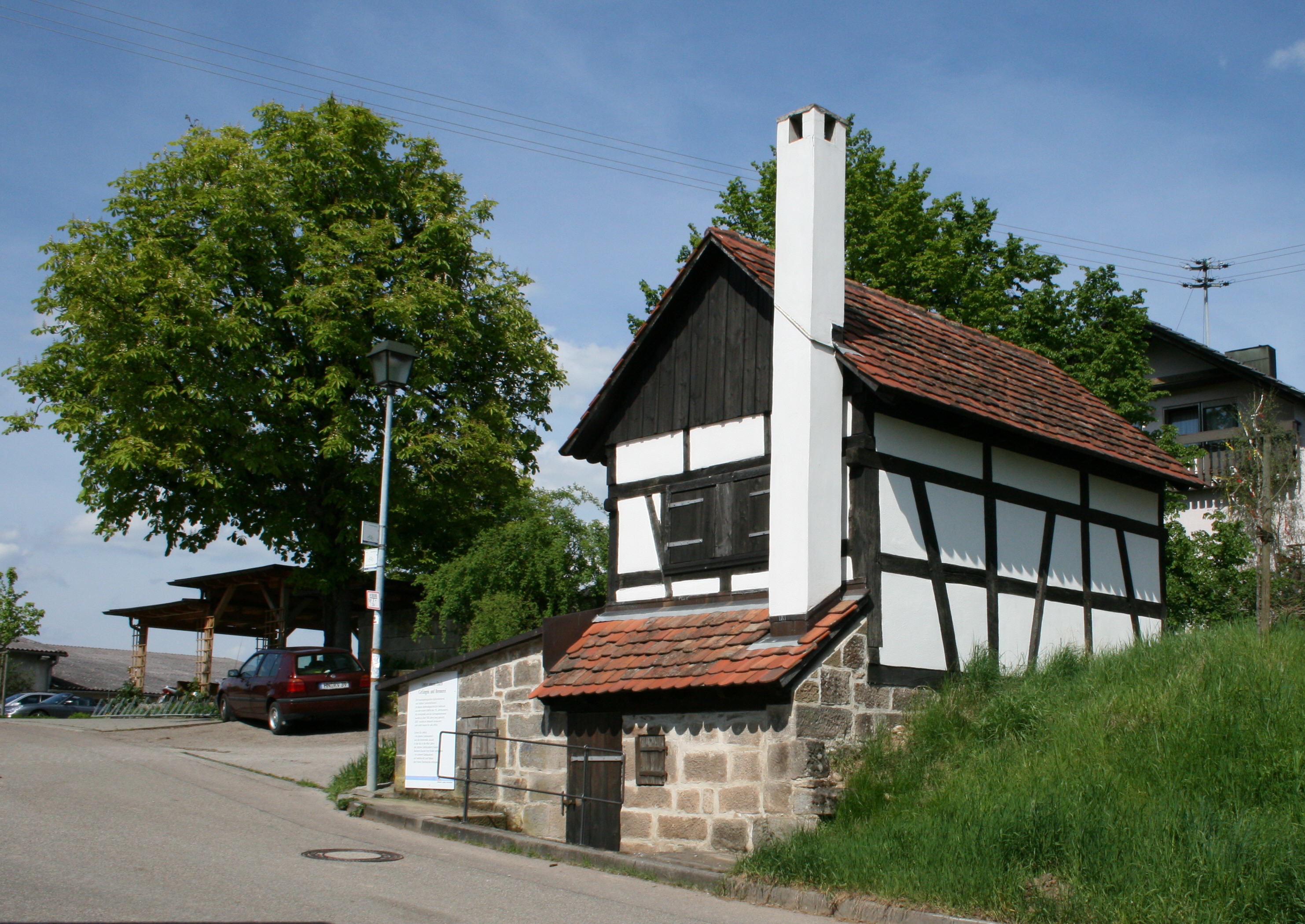
Der ehemalige Dorfarrest mit Brennerei im Keller in Harsberg
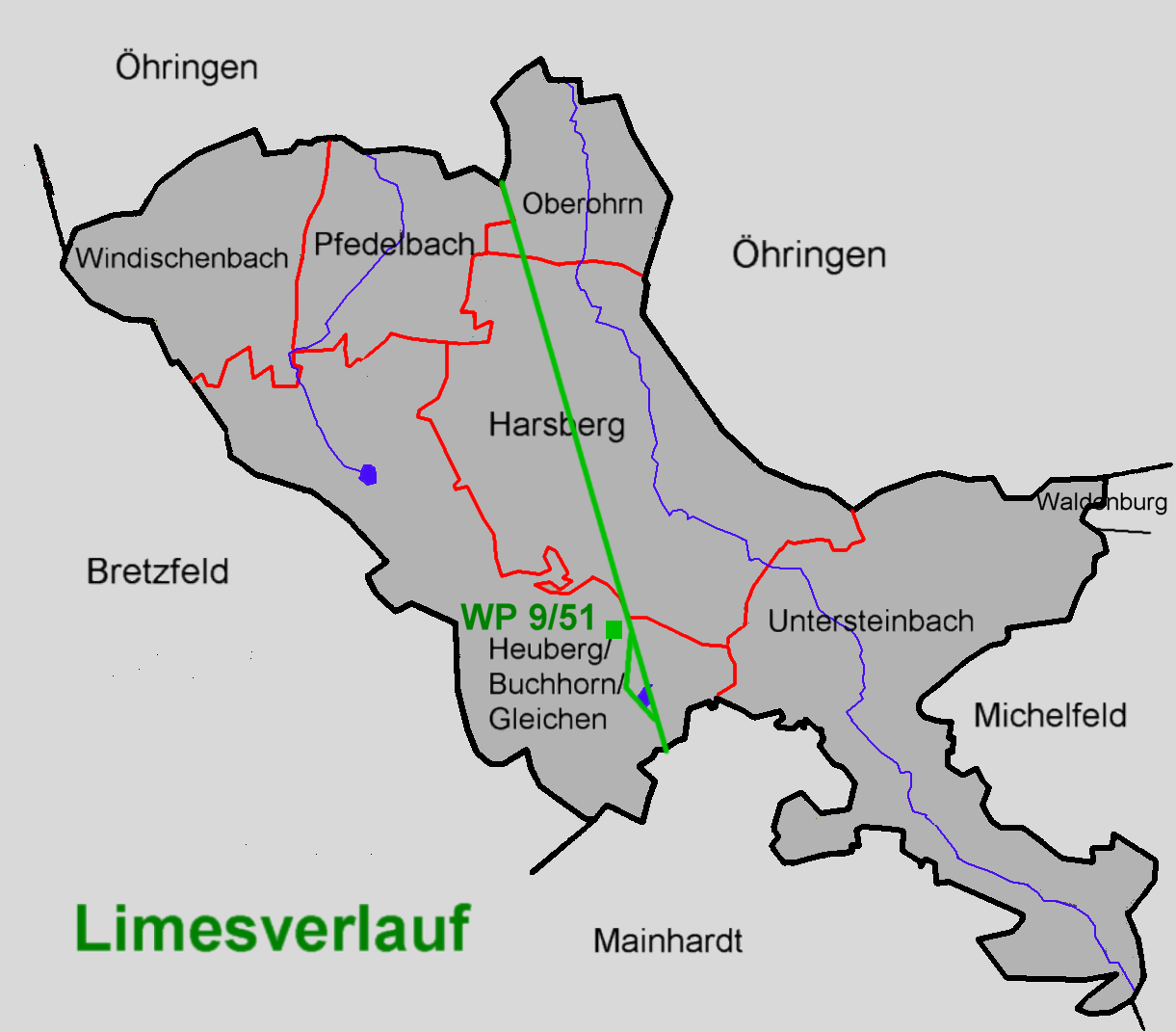
Der Limesverlauf in Pfedelbach
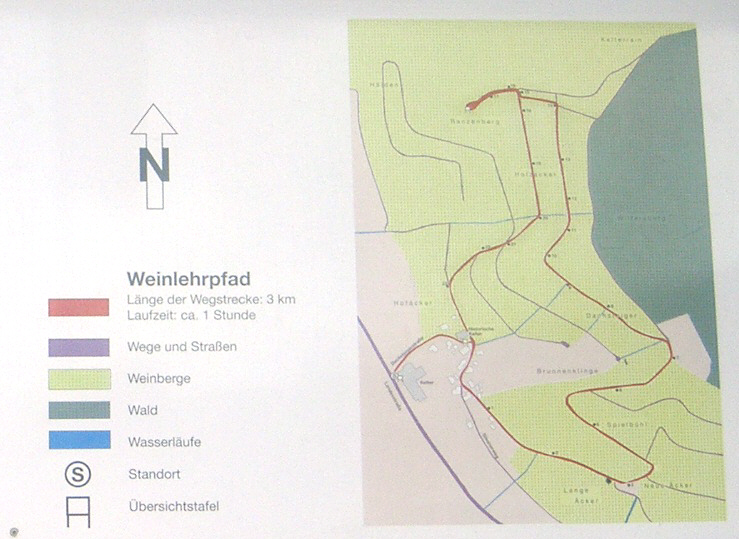
Der Weinbaulehrpfad in Harsberg

## Wirtschaft und Infrastruktur
Nur noch wenige Gewerbebetriebe sind im Bereich von Harsberg ansässig. An der Landesstraße 1049 zwischen Oberhöfen und Untersteinbach liegt die am 20. Februar 1937 gegründete Weingärtnergenossenschaft Heuholz. Die Weingärtnergenossenschaft Heuholz e. G. fusionierte 2016 mit der Weinkellerei Hohenlohe eG. Seither steht das Gebäude der Weingärtnergenossenschaft leer. In Harsberg gibt es noch zahlreiche Schnapsbrennereien. Obst- und Weinbau bilden den landwirtschaftlichen Schwerpunkt. Viele Weinbaubetriebe vermarkten inzwischen erfolgreich selbst; häufig wird von diesen Betrieben eine Weinstube als Besenwirtschaft betrieben. 